# Viridicerus
Viridicerus är ett släkte av insekter som beskrevs av Dlabola 1974. Viridicerus ingår i familjen dvärgstritar.
Släktet innehåller bara arten Viridicerus ustulatus.